# Nyctemera aeres
Nyctemera aeres là một loài bướm đêm thuộc phân họ Arctiinae, họ Erebidae.